# Valentín Arín
Valentín Arín Goenaga (Villafranca de Estíbaliz, 3 de noviembre de 1854-Madrid, 26 de noviembre de 1912) fue un organista, compositor y profesor de música español.

## Biografía
Nació en 1854. En octubre de 1867, fue matriculado como alumno de la Escuela Nacional de Música en el tercer año de solfeo y primero de piano; en 1868, en armonía, y en 1878, en composición. En los concursos públicos de esta última enseñanza efectuados en la misma escuela en junio de 1877 obtuvo el primer premio, como discípulo de Emilio Arrieta. Fue profesor en aquella misma escuela, así como vicepresidente de la Asociación Wagneriana de Madrid y miembro de la Real Academia de Bellas Artes de San Fernando. Falleció en 1912.